# ノイハウス (オーステ)
ノイハウス（ドイツ語: Neuhaus、低地ドイツ語: Neehuus）は、ドイツ連邦共和国ニーダーザクセン州クックスハーフェン郡ザムトゲマインデ・ラント・ハーデルンに属すフレッケン である。この町は、オーステ川の河口に位置している。

## 地理

### 位置
ノイハウスは、エルベ川下流域のクックスハーフェン郡に位置し、ザムトゲマインデ・ラント・ハーデルンに属す。ノイハウスは、クックスハーフェンの南東、シュターデおよびハンブルクの北西に位置する。隣接する町村は、東から南はカーデンベルゲ、南西はビュルカウ、西はベルムである。

### 水域

#### オーステ湖

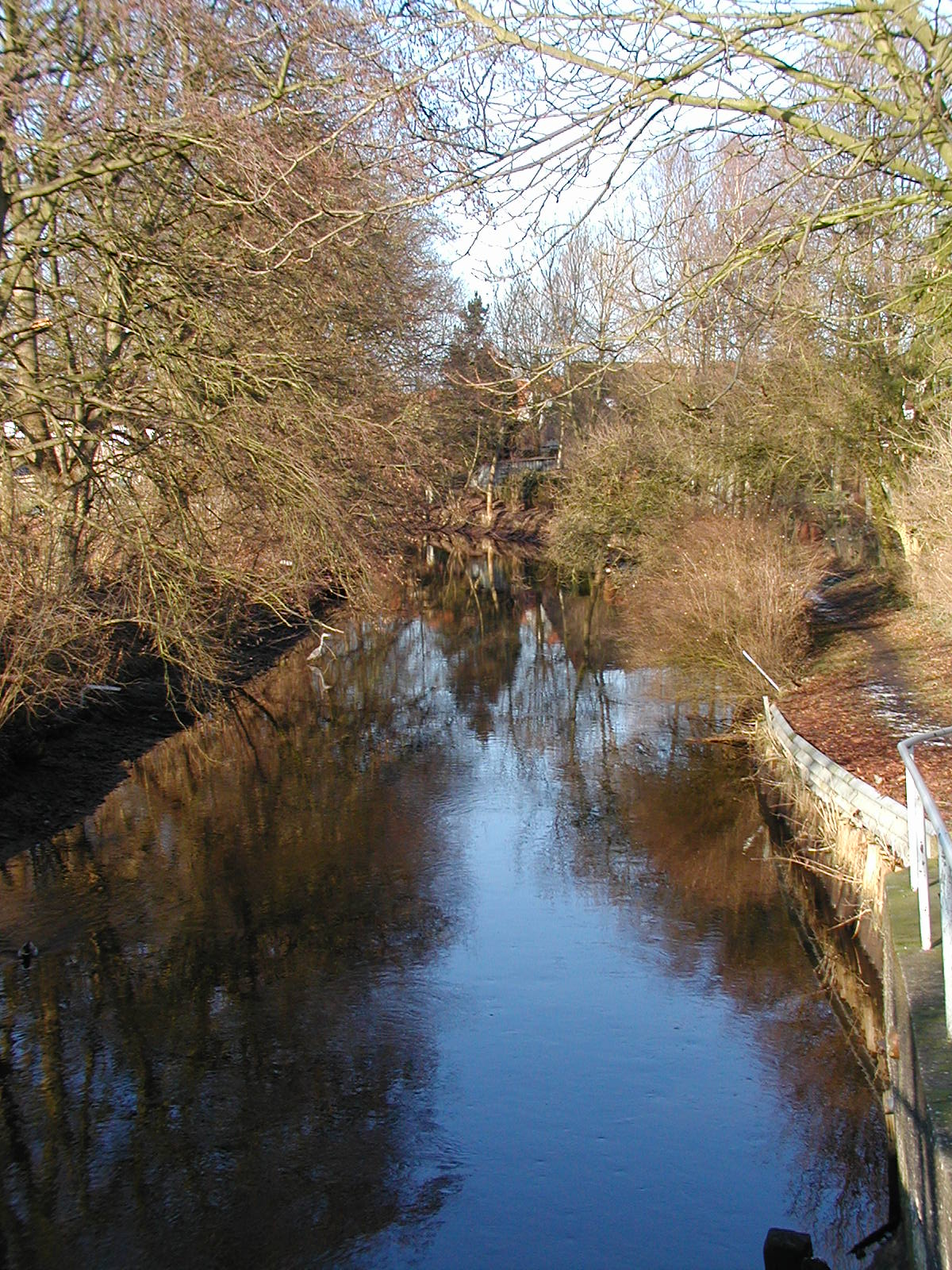
ノイハウス＝ビュルカウアー水路、ノイハウス付近

オーステ湖は、オーステ川の古い川筋で、ノイハウスから約 3 km の距離にある。1967年にオーステ堰が建設され、オーステ川は迂回した。この湖は、水上スキー施設やレジャーパークを有する釣り、サーフィン、水浴のリゾートとなっている。湖の北側、29ヘクタール中約 5 ヘクタールは自然保護地域であり、立ち入りが禁止されている。

#### 川および水路
- オーステ川はエルベ川下流域最大の支流である。
- ノイハウス＝ビュルカウアー水路（オプラー水路とも呼ばれる）は全長 12 kmでバルク湖からノイハウス (オーステ)まで流れて、ここでオーステ川に合流する。この水路は湿地やバルク湖の排水に用いられている。ビュルカウ、オペルンおよびヴィングスト・オプラー・パストール・コッパーといった低い場所の住民たちは、その建設に精力的に取り組んだ。この水路は1852年から1854年に、ビュルカウの小高い集落に住む住民が資金調達を理由に反対したのに抗して建設された。ノイハウスの水門はエルベ川からの潮水の逆流を防いだ。高潮時のこの機能は現在、オーステ堰に引き継がれている。
- アウエ川は、細い小川であるが、19世紀にノイハウス＝ビュルカウアー水路が建設されるまで、ノイハウス (オーステ)、ビュルカウからバルク湖に至る流域面積 5000ヘクタールに及ぶ地域の唯一の排水路であった。この川は、全長約 20 km で、蛇行を繰り返しながら、オペルン、ビュルカウ、ケーディングブルーフ、ノイハウス (オーステ) と流れ、ここでオーステ川に合流する。

## 歴史

### 最初の入植
入植は、紀元100年頃にアウエ川、オーステ川、エルベ川周辺の盛り土がなされた場所で始まった。現在のノイハウスダイヒおよびダイヒ通りも当時盛り土がなされた場所の1つである。1100年に、現在ノイハウス集落の西に位置するビュルスドルフが Bulcenthorp として文献に記録されている。
ますこの付近にブレーメン大司教によって城砦が建設された。このシックブルク城（Slikborch）はアウエ川がオーステ川に注ぐ合流点に建設された。この城は大司教のフォークト（代官）の所在地となった。この城は1371年から1389年まで文書によってその存在が証明されている。しかし無能な君主アルベルト大司教は常に資金不足であり、ブレーメン、シュターデ、ブクステフーデといった都市に対する借金の担保とされた。その後この城は、ブレーメン大司教の支配を防ぐためにケーディンゲンとハーデルンの住民によって破壊された。

### 1400年から1800年まで
1404年にオッター2世大司教は、アウエ川右岸に Nygehus（=新しい家）という名の新しい城砦を築いた。これによりノイハウスが初めて文献に記録された。この城も近隣の住民によって1420年に破壊された。Nyehus は、Brug（城砦）と記述されてはいるが、エルベ＝ヴェーザー地方の他の城砦と同様に、それは防御柵と水堀を巡らせた、木材とレンガで造られたやや大きな木組み建築に過ぎなかった。周辺の湿地の住民たちは、1423年に正式に同盟を結んだ。この同盟は、ビュルカウ教区、オペルン教区、ベルム教区、ビュルスドルフ教区とラント・ケーディンゲン全域を取り囲んでいた。この時初めて「キルヒシュピール」(ドイツ語: Kirchspiel) という記述がされている。キルヒシュピール・ビュルスドルフに教会があったかどうかは証明できないが、想像することも困難である。教会は15世紀に破壊されたと考えることもできる。この頃教会組織がケーディングブルーフに編入されているからである。
大司教バルドゥイン2世は、激昂したマルシュの住民に対して前任者がケーディンゲン住民の脅威となる砦を建設することはしないと約束したにもかかわらず、1435年に「城館」と呼ばれる建物を建設した。この建物は村の中央のアウエ川沿いに建設されており、城館であったか城砦であったかは議論の余地がある。この城は、15世紀および16世紀にハーデルン、ヴルストナー、ケーディンゲンの住民によってたびたび破壊され、18世紀以降再建されることはなかった。かつての城山は現在大きな戦争記念碑を持つ城館公園に囲まれ、その跡をはっきりと識別することができる。
様々な戦闘が伝えられているが、ラント・ビュルカウ周辺で最も重要な戦いは、キルヒシュピール・ビュルカウ、オッペルン、ケーディングブルーフ、ベルムがその自由を求めてブレーメン大司教クリストフ・フォン・ブラウンシュヴァイクおよびその支援者とハーデルナー・ラントで戦った戦闘であった。ハーデルンの領主ザクセン＝ラウエンブルク公マグヌスは、キルヒシュピールの試みを支援した。こうした支援にもかかわらず、大司教はラント・ビュルカウを征服することに成功した。1516年に反抗したキルヒシュピールの課税に関する協定が大司教とザクセン＝ラウエンブルク公との間で締結された。これは懲罰ではなく、古い協定の復活に過ぎなかった。しかし公はこの協定を遵守せず、大司教領およびノイハウス城を荒らし回った。この城は速やかに復興されたが、大司教は常に資金不足で、大司教領のいくつかの部分を借金の担保にしなければならなかった。1540年頃、ノイハウス城とそこから得られる収入のすべてが、4000グルデンの借金と引き換えにヨハン・フォン・ミュンヒハウゼンに抵当に入れられた。特別税によって1544年にはこの借金は返済されたが、シュマルカルデン戦争により1547年6月9日にプロテスタントの司令官マンスフェルト伯アルブレヒトによって戦闘することなく占領された。およそ1年後にブレーメン大司教軍がこの城館を再び占領した。
この城館は、ブレーメン大司教の最も重要な前線基地の1つであった。その力を強化するために、この城はアムト・ノイハウス の行政本部となり、大司教の官僚（初めはフォークト、その後アムトマンあるいはドロステと称した）が配属され、中世のあらゆる反抗に耐え抜いた。地域の境界は、北は北海、東はラント・ケーディンゲンおよびキルヒシュピール・オーステン、南はベルデ・ラムシュテット、西はラント・ハーデルンであった。ここには以下の各教区が含まれた: キルヒシュピール・ベルム、ビュルカウ、カーデンベルゲ、ゲーファースドルフ、ケーディングブルーフ、オーベルンドルフ、オッペルン。
戦略上重要で、そのために紛争の元となるオーステ川河口の境界に近いベルム砦に隣接しているため、ノイハウスで穏やかな時代が始まったのは17世紀末になってからであった。
街道: 1847年にシュターデからリッツェビュッテル（現在はクックスハーフェン市内）までの郵便路が完成された。これは、現在の連邦道 B73号線の前身である。それ以前は週に2便か3便程度であった郵便馬車が、毎日走行できるようになった。1850年頃にはカーデンベルゲとオッテルンドルフが結ばれた。マルシェン街道は多額の経費をかけて建設され、維持された。1860年頃にゲーファースドルフを経由してフライブルク/エルベへの街道が加わり、1871年頃にイッツェンビュッテルやケーディングスブルーフを経由してビュルカウへの街道が整備された。
鉄道: 1872年にアムト・ノイハウスと、クックスハーフェナー鉄道・蒸気船・港湾会社 AG との間で、1900 m 区間の路線と駅を建設するためにノイハウスが10万ターラーを出資する案に関する書簡が交わされた。しかし実際にはカーデンベルゲとオッテルンドルフとの区間が建設されただけで、ノイハウスからは 2.5 km 離れていた。この路線は、1881年11月11日に営業が開始された。
1853年以降、夏には週に3便蒸気船ライゼンデがハンブルクからノイハウスに運航し、ここからはさらにハドラー・ラントへ馬車が通じていた。
18世紀にノイハウスは行政の中心地となった。1740年から宿駅が設けられた。ノイハウス港はこの地域で最も重要な交易ハブの1つとなった。当時は水上交通の方が陸上交通よりも容易であったため、この港が旅の出発点となった。
1853年の首長言行録に「ハノーファーのアムト、エルベ川河口沿いのブレーメン公領ラントドロスタイ（代官区）・シュターデは人口12,500人。アムト所在地はオーステ川沿いの市場町にある。この町は美しく造られており、税関、税務署、および2つの埠頭を持つ港を持ち、住民は商売、造船、水運、漁業、農業、赤なめしおよび白なめし、リネンおよびウール織りを主な生業としており、人口は1,520人である」と、記されている。

### 堤防建設
大きな集落の成立は、1478年のオーステ川の堤防建設によって可能となった。堤防建設のために既存の盛り土の土地が利用され、アウエ川に2つの水門が設けられた。ここには農民、荘園管理人、小作農だけでなく、すぐに船乗り、漁師、商人、職人も住むようになり、フレッケン・ノイハウスに都市型社会が形成された。当時オーステ川は、大司教の居館があったブレーマーフェルデへの最速ルートであった。ノイハウスは、1502年に税関所在地として拡充された。
16世紀末、集落の代表者は「ビュルガーマイスター」（現代ドイツ語の市町村長にあたる語）を称するようになった。1645年から1681年までノイハウスの領主権は、スウェーデン王のレーエンとしてケーニヒスマルク家が有していた。

### 1717年と1825年の高潮
北海沿岸への激烈な高潮はノイハウスにも被害を及ぼした。1717年のクリスマスの高潮はオーステ川堤防の多くの箇所に損傷を与えた。その結果ミューレおよびフィンケンヘルネ周辺地域が水没し、11棟の家屋と5棟の付属建造物が破壊され、24人が溺死した。遺体は、数ヶ月後にやっと発見されたものもあった。12月30日になっても教会は水の中であった。アムト・ノイハウスでは、馬 557頭、有角家畜（ウシ、ヤギなど）2,254頭、豚 929頭、羊 1413頭が死んだ。周辺が肥沃な湿地に正常化するまで10年を要した。
1825年2月3日から4日の高潮は、1棟の納屋を破壊し、数棟の家屋を毀損しただけであった。ノイハウス住民は近隣の教区の住民を援助した。援助協会が設立され、商人のヴォルフとウーレックスが際だった働きをした。この協会は、533帝国ターラー、3 2/3グーター・グローシェのお金と衣類や食料を援助した。

### 19世紀のコレラ
ノイハウスでは、2回コレラの流行があった。1回目の1834年9月には18人が死亡し、2回目はちょうど25年後の1859年8月28日から9月20日までに有名な牧師を含む17人が死亡した。ノイハウス＝ブルカウアー水路の建設でノイハウスの水はけが改善されたことにより、その後コレラの流行は起こらなくなった。アムツホーフと、かつてのノイハウスの幹線道路であった郵便街道との間に「ポッゲナウエ」という名前の汚水用の溝があり、これが後に水路（運河）の原型として利用された。この運河は、さらなる交通量の増加をこのアムトにもたらした。数十年間にわたって、近隣で生産されたビート、ジャガイモ、その他の製品がこの運河を使って運ばれた。しかし、この運河のより重要な目的は、バルク湖およびオッペルンやビュルカウの湿地の排水であった。

## 住民

### 人口推移
最大集落のノイハウスは、1858年に266戸、1,904人が住んでいた。1821年には237戸、1,541人であった。その後、1885年には290戸と増加したが、人口は1,738人であった。
| 年         | 1987  | 1992  | 1997  | 2002  | 2007  | 2008  | 2009  | 2010  | 2011  |
| ---------- | ----- | ----- | ----- | ----- | ----- | ----- | ----- | ----- | ----- |
| 人口（人） | 1,314 | 1,356 | 1,291 | 1,285 | 1,212 | 1,186 | 1,153 | 1,148 | 1,150 |

いずれも12月31日時点の数値である。

### 宗教

#### 宗教改革
宗教改革はこの地域に早くから影響を及ぼした。ノイハウスがまだゲーファースドルフ教区に属していた時、教区民によって選ばれた教区牧師が福音主義の教えを説教したが、最終的には聖堂参事会から派遣された聖職者アーレント・シュミットも1562年に亡くなるまでに新しい教えに転向した。ブレーメン大司教は1567年に福音主義に転向した。

#### 最初の礼拝堂
ノイハウスは教会組織上はゲーファースドルフに属している。大司教は1621年に礼拝堂の建設を許可し、牧師館を寄進した。教会組織から雇用された説教者が毎週若者に教えを伝えた。洗礼や葬儀は引き続きゲーファースドルフで行われた。
1660年以後ノイハウス住民は改めてゲーファースドルフからの分離を果たそうと努めた。ノイハウスの人口がゲーファースドルフと同程度となり、公的活動のために教会までの道のりが遠く、さらにノイハウスには学校があり教師がいた。シュターデのスウェーデン政府代理人であったハンス・クリストフ・フォン・ケーニヒスマルクの息子コルト・クリストフ・フォン・ケーニヒスマルクの援助により、ノイハウスはイェーナ大学の査定後、1667年に独自の教区に昇格した。ケーニヒスマルク伯はこの教会に1550帝国マルクの資金と牧師を維持するための土地を寄進し、さらには大きな鐘を鋳造し、婦人は洗礼盤を寄贈した。

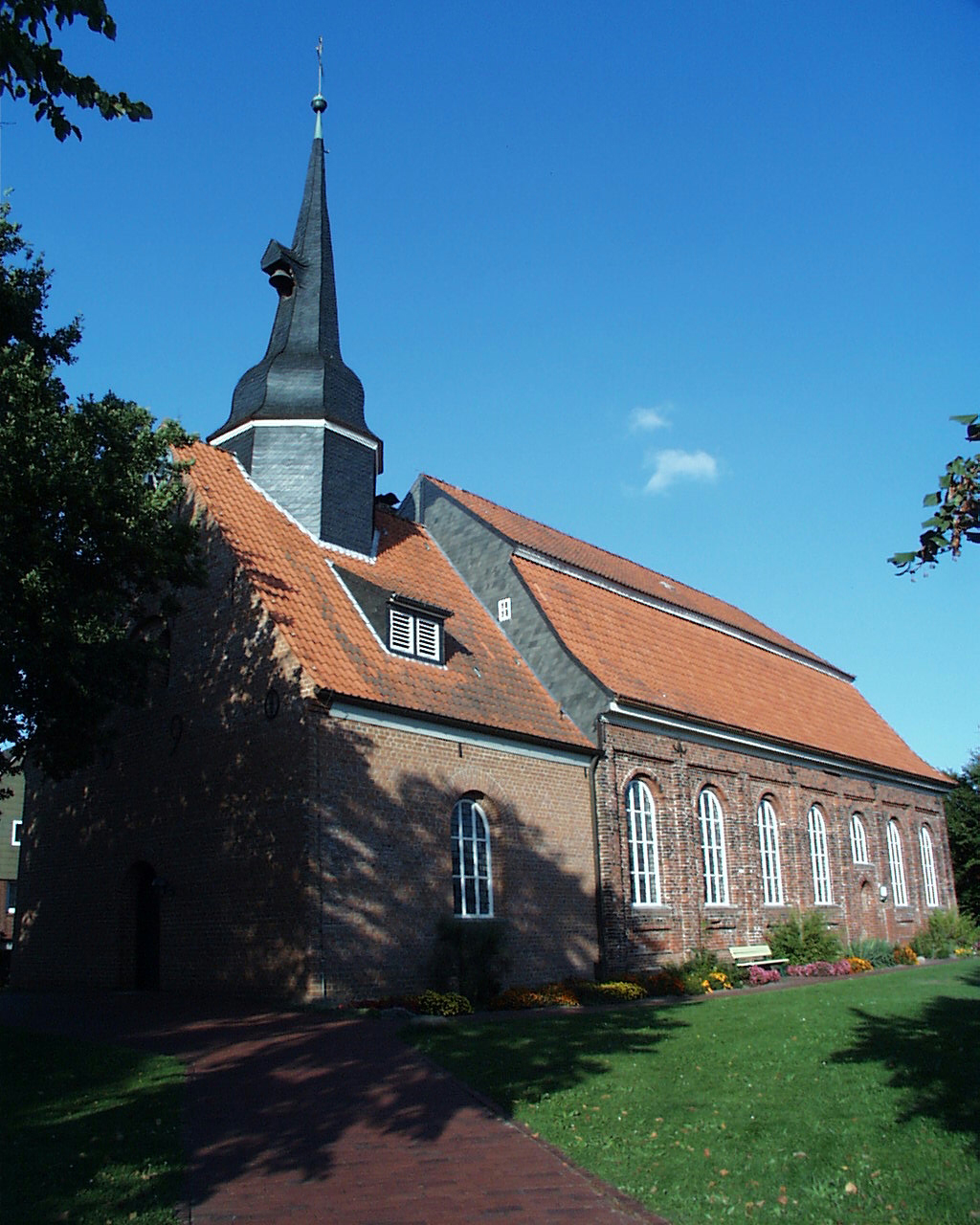
ノイハウスのエンマウス教会

#### エンマウス教会
レンガ造り、長方形のホール式建築でマンサード屋根を戴くバロック様式のエンマウス教会は、1729年に完成した。入り口のホールは1621年の礼拝堂の遺構から造られた。屋根の上の小塔は1729年に建設された。長堂の壁は、丸アーチの窓を持つ長方形の面で構成されている。
内部は木製で、半円形ヴォールトに化粧漆喰が施されている。全面を2階席が取り囲んでいる。東の説教壇付き祭壇の壁はキリスト十字架像を戴いている。説教壇の手すりや天蓋にはキリストや福音史家の像がある。
1730年の台座を持つ1668年製の洗礼盤、古い祭壇画、装飾豊かな聖餐杯、1728年製の2つの祭壇の燭台、1667年の2人の初代聖職者のエピタフがある。似たような様式はドイツに2つだけしか存在しない極めて精緻な漆喰細工は18世紀初めに創作された。それは長さ 48 cm の楕円形のメダイヨンの中に100人を超える人物を配した磔刑像で、イェルサレムの門前でドラマティックに躍動する群衆像を描いたものである。1989年に修復担当者が、2階席の手すりで、それまで塗装の下で良好に保存されていた絵画を発見した。
最良の状態で完全に保存された、シュターデのオルガン製作者ディートリヒ・クリストフ・グローガーによる1744年/45年製のオルガンは西の2階席にある。ハンブルクのオルガン製作工房ルドルフ・フォン・ベッケラートが1972年にこのオルガンを修復した。1990年にオルガンの4つの鞴も復元製作された。
墓地の墓石のいくつかは19世紀に創られたものである。
- 説教壇付き祭壇
- 祭壇画
- エンマウス教会のオルガン

#### ユダヤ教会
18世紀から19世紀には、ノイハウスに独自のユダヤ教会組織があった。ユダヤ人墓地は、ノイハウスとヴィングストのラムシュテットとの間の旧ポストヴェーク沿いにある。

#### カトリックの礼拝堂
カトリックのヘルツ・イェズ礼拝堂（聖心礼拝堂）は、オッテルンドルフに本部を置く聖十字架司祭区に属す。この礼拝堂はかつてのストッキング工場内に1960年に作られたものである。2013年に世俗化がなされた。

#### エホバの証人
ノイハウス/オーステには、エホバの証人の王国ホールがある。この組織は約 90人の信者で構成されている。

## 行政

### 議会
ノイハウスの町議会は、11人の議員で構成されている。これは人口 1,001人から2,000人のザムトゲマインデに属す町村の議員定数である。議員は5年ごとに住民の選挙で選出される。

### 首長
町議会は、議員のウード・ミールチュ (Bürger für Neuhaus) を任期中の名誉職の町長に選出した。

### 紋章
図柄: 上下二分割。上部は銀地に、分割線から姿を見せる赤い獅子。前足に直立した青い鍵を、歯を外にむけて持っている。下部は銀色の階段破風の中に青いボート用の爪竿が描かれている。
解説: ブレーメン司教領の鍵を持つ獅子は、アムト・ノイハウスの古い公用印に描かれた紋章から採られている。破風は、1404年にブレーメン大司教オットー2世によってオーステ川の湾曲部に築かれた城に由来する町の名前 (Dat Nygehus) を象徴的に示唆している。ボート用の爪竿はフレッケン・ノイハウスの堤防沿いにあった曳舟道を表している。

## 文化と見所

### 建造物
- 郷土博物館、古い穀物庫で、郷土室がある

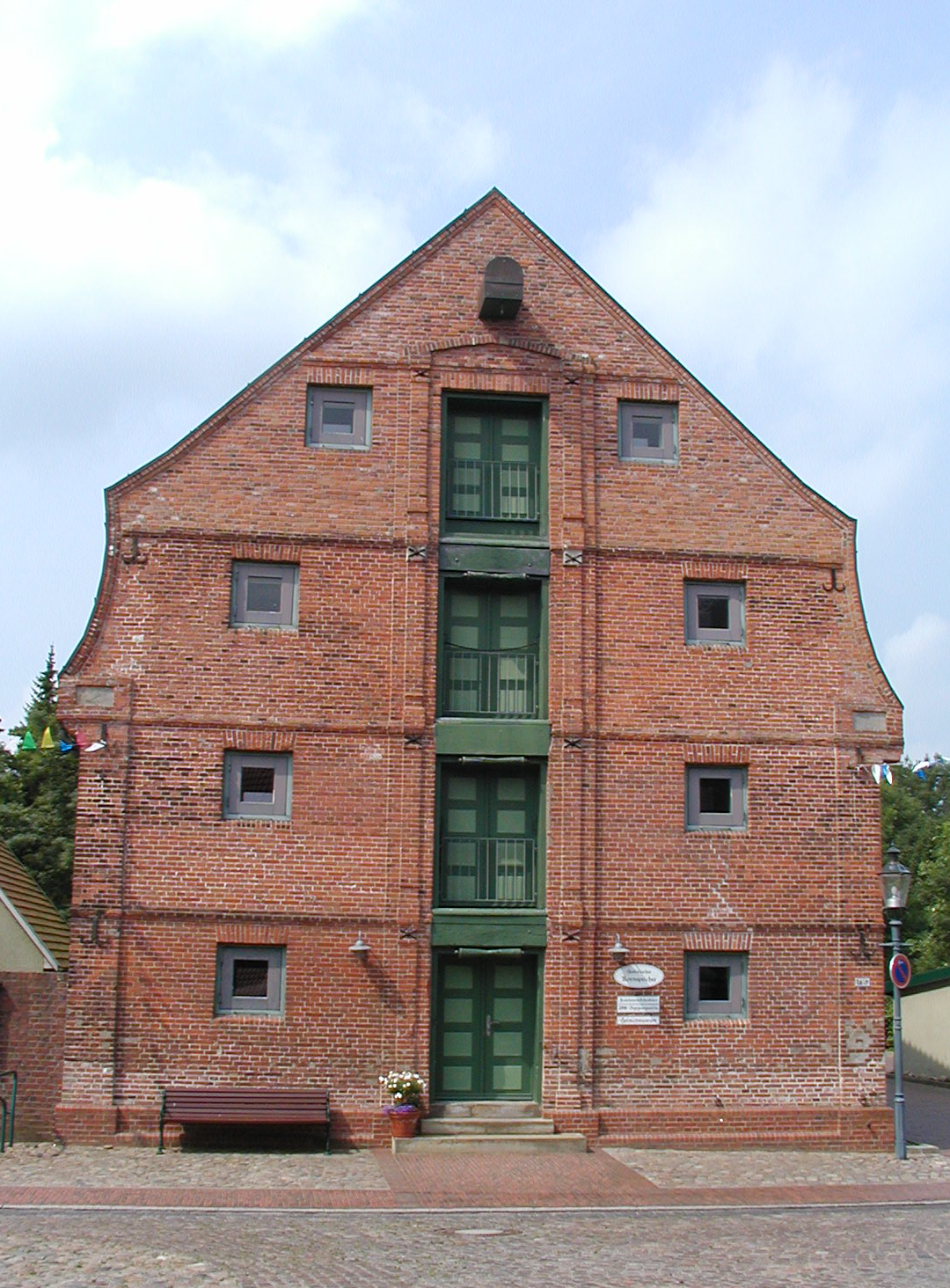
穀物倉庫

- バロック様式のエンマウス教会、グロガー・オルガンがある
- オーステ川の水門
- 水上スキー＝ザイルバーン
- ヨットハーバー
- 旧港
- 穀物酒蒸留所
- 歴史的な堤防の道
- 穀物倉庫

### 年中行事
- 射撃祭、7月の第2週末
- ノイハウス・オーステ消防団のフォイアーヴェールバル（消防舞踏会）、3月の第2週末
- 港祭、紙ボートレースが行われる、8月中旬
- 蒸留所「アルト・ノイハウス」でのライブ

### ノイハウス揚水所

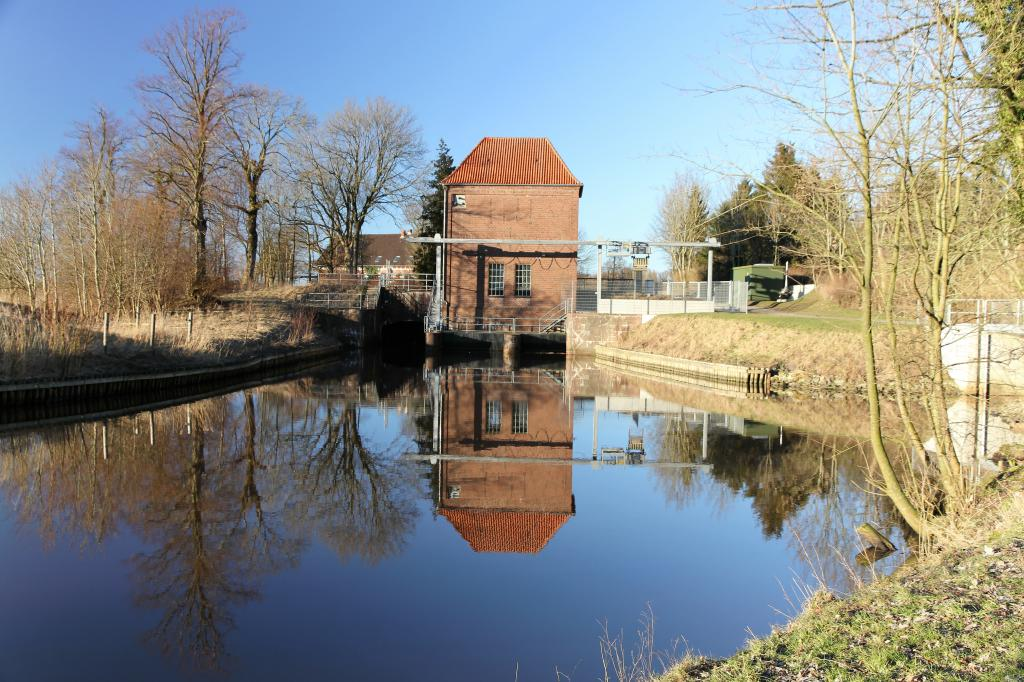
ノイハウス揚水所

ノイハウス揚水所は1936年に建設され、約13,000 ha の地域の排水を行っていた。このうち約 5,000 ha がアウエ川に、約 7,900 ha がノイハウス＝ビュルカウアー運河に排水されていた。
現在の2つのポンプは、併せて毎秒7,000リットルの排水能力を有しており、その 2/3 がメインポンプによるものである。これは、オーステ川下流域保全連合 (UHV) の地域内で最大のポンプである。稼働時間40年を越えたポンプの不十分な技術的状態は長らく知られていたが、120万ユーロにのぼる改修費用は会員の負担だけでは賄えないため、保全連合は2005年からニーダーザクセン州の洪水防止プログラムから資金を受けられるよう努めてきた。その緊急性にもかかわらず、2005年および2006年の申請は州の承認を得られなかった。そうこうするうち、2007年にメインポンプに大きな機械的損傷が生じ、もはや経済的観点から主張することが許されないほど緊急性がさらに増した。それにもかかわらず、2007年の承認はまたもや留保された。
残ったサブポンプをサポートするために、システムが完全に修復されるまで、毎秒1,100リットルの能力を持つ移動式ポンプ2基が設置された。極端な悪天候時にはこの能力では不十分であるため、緊急時にはさらなる移動式ポンプを使用する。これらは一部別系統となっており、すぐに実使用が可能となる。
施設全体の根本的な改修は、方法とポンプの選定が承認された後少なくとも15ヶ月を必要とする。これは、毎秒 4,500リットルの処理能力を持つ2つの新しいポンプの納入に必要な期間が長いためである。根本的な改修には、同じく老朽化した開閉制御装置や送電装置の刷新が含まれる。
メインポンプの故障により、オーステ川の水位が上がった際にフライフルート水門により排水することは不可能になった。このため大雨が降った場合、アウエ川や特に運河の水位が急速に上昇する可能性がある。こうした危険を回避するために、ポンプ場前のアウエ川は、ポンプの前に十分な貯水スペースを確保するために常に自然水位より 30 cm 低くなるよう汲み上げられている。
アウエ川やノイハウス＝ビュルカウアー運河の水を利用して、港に堆積物が溜まらないようにする試みが行われているが、完全に成功しているわけではない。その原因は、エルベ川およびその水系に属すオーステ川とその支流のティーデフーベにおける流れが、最後の浚渫以降変化し、堆積が起こることにある。

## 経済と社会資本

### 経済

#### 港

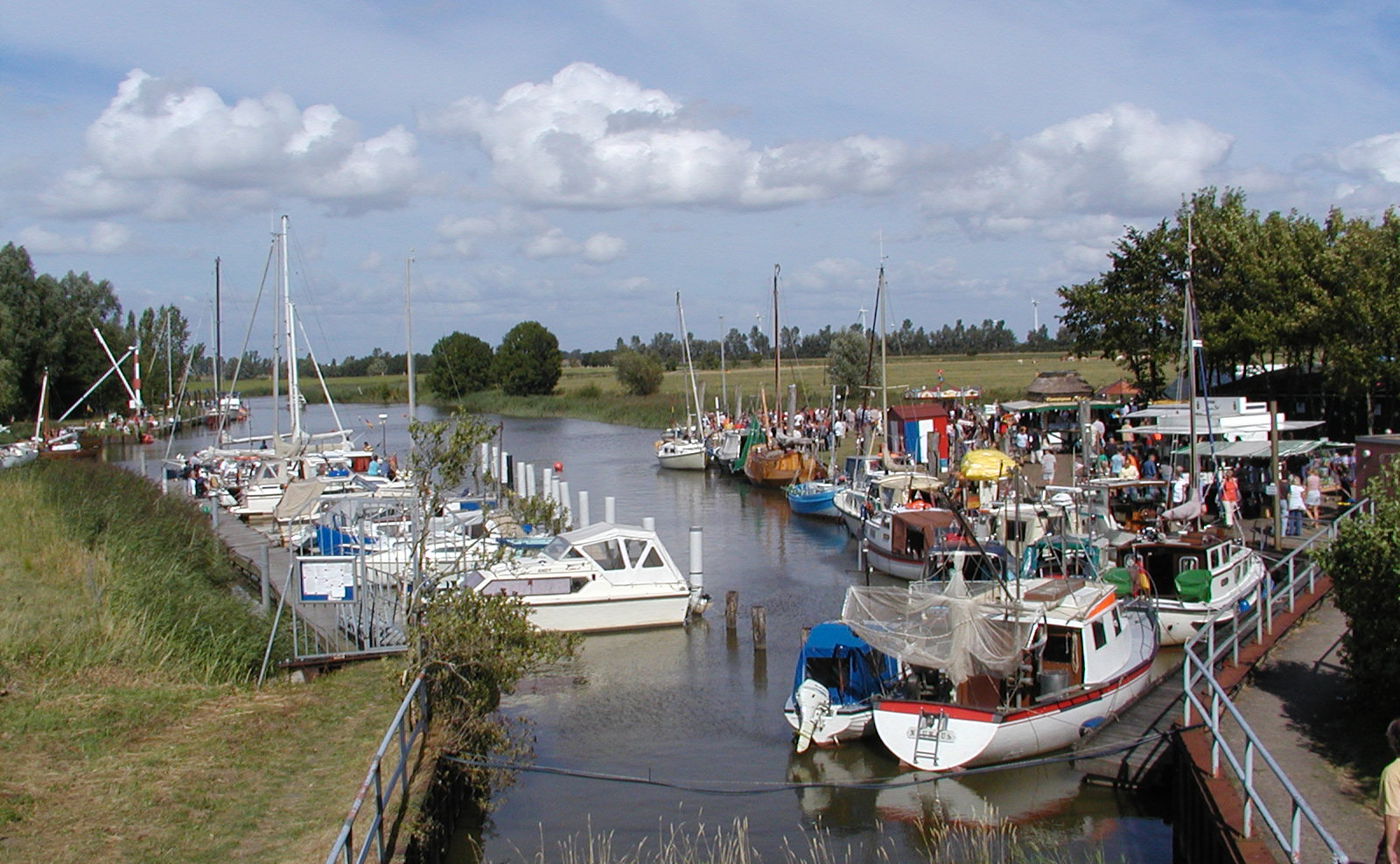
ノイハウスの港

港は、ノイハウス税関があることで長らく最も重要な収入源であった。1834年には4,804隻の船がノイハウスに停泊した。このうち1,629隻がデンマークおよびホルシュタイン（当時はデンマーク領であった）の船で、他はハンブルクから 533隻、オルデンブルク地方から 25隻、イングランドから 16隻という内訳であった。船は主に、穀物、セイヨウアブラナ、ビート、レンガを輸出した。175隻の地元の船と53隻の外国船だけが輸入商品や工業製品をノイハウスにもたらした。未精製の砂糖、タバコ、鉄、木材、石炭などである。他の11隻は北海での悪天候を避けるためにこの港を訪れた。
帆布製造者、ポンプ製造者、銅加工業者、塗装業者といった多くの職人が船に関わっていた。これらは、1834年からオーステ川河口に設けられた税関船の影響で収入が失われた。最近まで、綱製造業者 1軒、旋盤工 1軒、ブルワリー 1軒、蒸留酒の蒸留所 1軒が残っていた。ウーレックス社は現在も存続している。その他の肉屋、パン屋、仕立屋、ブリキ加工業者や皮なめし業者は徐々に減少し、教区の貧民に対する負荷は大きく増加した。
教区会議も地方政府も税関船廃止を訴えた。しかし、航行の精密なコントロールにより様々な関税の収入が急増していたため、この試みは失敗した。税関船のアウエ川河口への移転とその直後のノイハウスへの移転は用をなさず、3年後に再び元に戻された。
1858年には、イングランドまで航行でき、267 トンまで積載可能な海洋船が15隻あったが、1871年には8隻の海洋船がノイハウスに登録されるだけとなった。この中にはエーヴェル型帆船はなく、積載量も 20 トンから 40 トンと小さい船で、しばしばオーステ川やエルベ川を航行した。
減少は止めることができず、1862年に 570 隻停泊したが。1892年にはノイハウスに 255隻の有蓋船が停泊しただけであった。これと、他の無蓋船 50隻を併せた積載容量は 15,523 m3 であった。
ノイハウス港はしばしば改築され、拡張された。1863年には、現在の小さな港だけでなく、アウセンフレーテン、2つのアウエ川水門とそこから派生したいくつかの小さな川の埠頭などもこれに含まれた。南の港では小作農の農家を犠牲にして、高さ 8 m の分厚い木材で「Kajung」が設けられた。この Kajung から2つの階段が水へ伸びている。鉄製のクレーン、大きな陸揚げ桟橋、数多くのボラードが港に設置されている。

#### 観光業

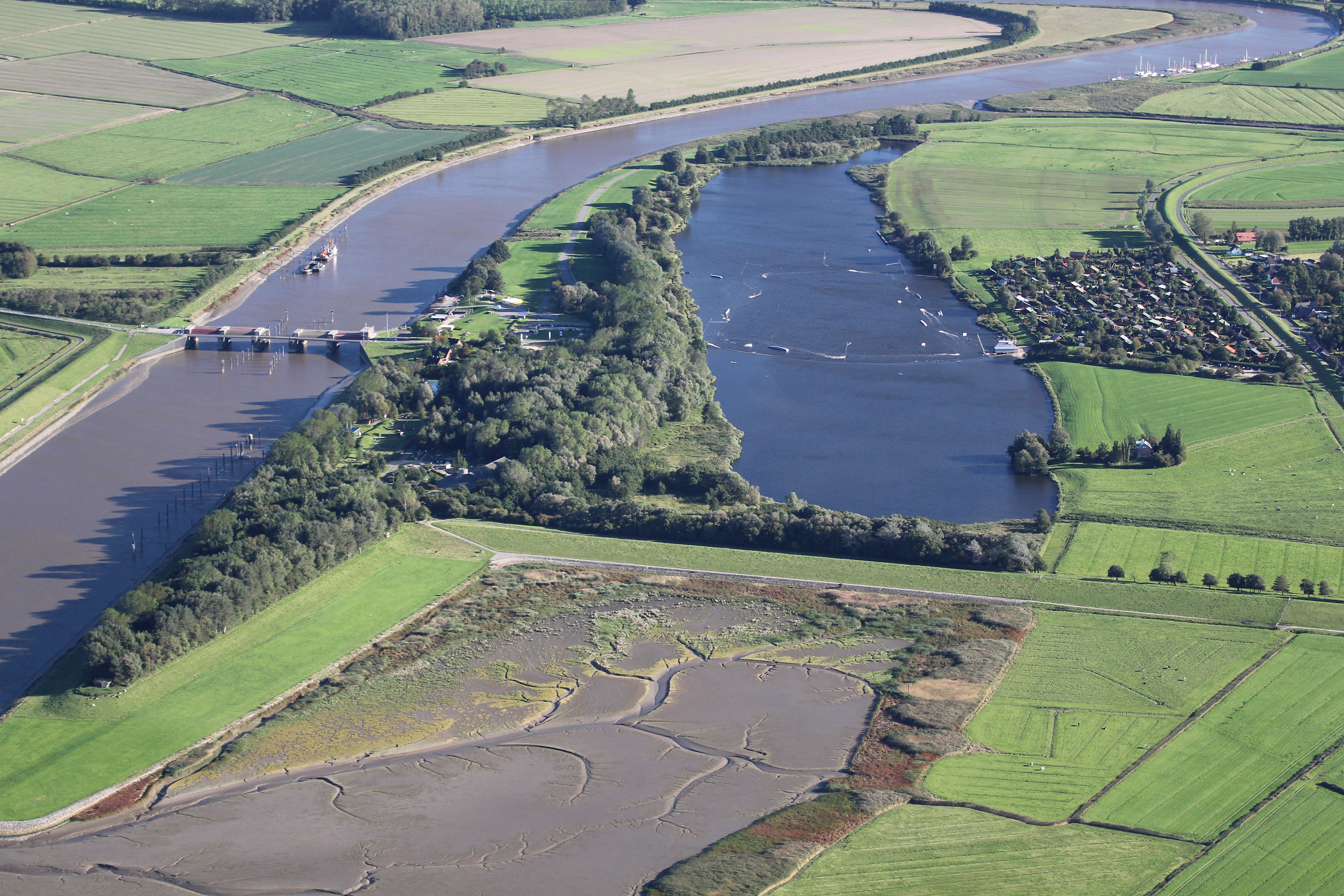
オーステ湖（右）とオーステ川（左、オーステ水門が見える）

ノイハウス (オーステ) はドイツ・フェリー街道、エルベ自転車道、オーステ自転車道に面している。ヨットハーバーには客船用設備もあり、夏の半年間、時刻表に従って観光船が運航している。観光上重要なスポットが、オーステ川の古い川筋の一部が堰き止められたオーステ湖である。オーステ湖沿いに保養施設地区があり、湖上には水上スキーリフトが稼働している。ノイハウスには釣りができる水面が多くある。
ニーダーエルベ自然地区はノイハウスに隣接するバリエに属しているが、堰き止められたオーステ水門付近ではノイハウスの町域にまで達している。

#### ノイハウスの企業

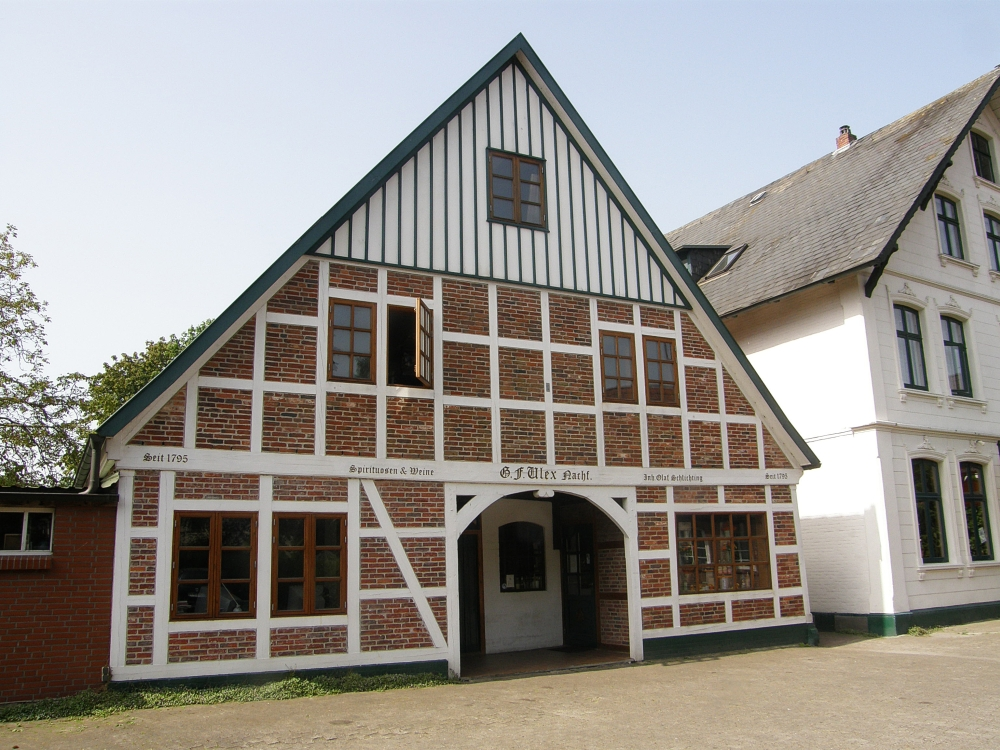
ウーレックス蒸留所

1868年まで菜種油製造業者のディートリヒ・プラーテがあった。製紙業者エドゥアルト・プラーテはハンブルク向けに（後にイングランドや南アメリカ向けにも）わら半紙を生産していた。1873年、この会社では、40人の従業員が3台の蒸気機関、2台の製紙機械を使って、52トンを超える紙を製造した。原料としては、ノイハウス周辺で生産されたカラスムギとコムギの麦わらが用いられた。
タバコ製造業者ヴィルヘルム・ウーレックスは、1860年頃には76人の従業員が1450ツェントナーのタバコと噛みタバコ、125万本の葉巻を製造した。この高い生産能力は、1691年にはすでにタバコを巻く作業に従事していた独立した葉巻労働者によるものである。G.F.ウーレックス Nf. は、ワイン・蒸留酒販売業者である。以前から火酒を蒸留していたが、2005年から独自のビール醸造も行っている。
ノイハウスには、水上スキー施設やボート整備場を持つレジャーパークがある。

### 交通
道路: ノイハウスは、北と南からは連邦道 B73号線で、東から州道 L111号線とL113号線で、西から L144号線でアクセスできる。
鉄道: 1881年から、現在のニーダーエルベ鉄道が通っている。2.5 km 離れた場所にあったノイハウス (オーステ) 駅は1991年に廃止された。

## 関連図書
- Lenz/Lembcke: Dat Nygehus. In:  Niederelbe Zeitung.
- Willi Klenck (1957). Heimatbuch des ehemaligen Kreis Neuhaus an der Oste. Verlag A. Pockwitz Nachf（後のKarl Krause）

これらの文献は、翻訳元であるドイツ語版の参考文献として挙げられていたものであり、日本語版作成に際し直接参照してはおりません。

## 訳注
1. ↑  ドイツ語: Flecken、市場などがある比較的大きな町を意味する
2. ↑  アムト (ドイツ語: Amt) は、役場を意味する語であるが、ここでは地方行政単位である